# Mount-Bauple-Nationalpark
Der Mount-Bauple-Nationalpark (englisch Mount Bauple National Park) ist ein Nationalpark im Südosten des australischen Bundesstaates Queensland. Er liegt 190 km nördlich von Brisbane und rund 40 km südlich von Maryborough.
Der Park dient ausschließlich wissenschaftlichen Zwecken und ist für die Öffentlichkeit nicht zugänglich.

## Flora
Dort wird ein natürliches Vorkommen der Bauple-Nuss (Macadamia integrifolia) geschützt. Diese Pflanze wird zwar an vielen Stellen von Queensland und auch im Ausland kultiviert, wild gewachsene Nussbäume dieser Spezies sind aber extrem selten. Die wilde Bauple-Nuss ist als verletzlich (engl.: vulnerable) eingestuft. Die wirtschaftliche Bedeutung der kultivierten Pflanze lässt die Erhaltung der Wildform als besonders wichtig erscheinen.

## Zufahrt
Der Park liegt zwischen dem Bruce Highway im Osten und dem Mary River im Westen auf Höhe der Siedlung Bauple.